# Campagna mongola contro i Song
La campagna mongola contro i Song, anche impropriamente nota come invasione mongola della Cina (della quale costituisce in realtà soltanto la terza fase, seppur la più lunga), iniziata sotto il secondo Khagan dell'impero mongolo, Ögödei Khan (r. 1229-1241), e completata da Kublai Khan (r. 1260-1294), fu il passo finale dell'assoggettamento ai mongoli di tutto l'Estremo Oriente, sancito dalla fondazione della dinastia Yuan da parte di Kublai nel 1271. È considerata l'ultima grande conquista militare dell'impero mongolo.
Una volta avviata la campagna, l'avanzata delle truppe mongole verso sud fu lenta ma costante. Le forze Song resistettero ferocemente, trasformando l'invasione in una serie prolungata di campagne. Il principale ostacolo all'avanzata mongola erano la mancanza d'informazioni sul territorio che stavano invadendo, la difficoltà di reperire foraggio per i cavalli, malattie (spesso sconosciute ai nomadi) e la necessità di condurre battaglie navali, una forma di guerra completamente estranea ai cavalieri della steppa. Questa combinazione di fattori originò una delle campagne più difficili e prolungate nella storia delle incursioni mongole. Da un punto di vista strategico, la lunga campagna contro i Song si declinò sia nel costante spostamento verso sud del confine tra l'Impero mongolo e le terre cinesi, sia in ampie manovre di accerchiamento che costrinsero i mongoli a pianificare e realizzare la penetrazione (in taluni casi l'occupazione permanente) di altre compagini statali trascinate così nella contesa: il Tibet, il Regno di Dali (nel Yunnan) e il Dai Viet (odierno Vietnam).
La critica storica concorda nel riconoscere ai cinesi il primato della resistenza più feroce tra tutti i popoli combattuti dai mongoli che dovettero ricorrere ad ogni più piccolo vantaggio e «ogni artificio militare conosciuto a quel tempo per vincere.» Una quantità maggiore di «resistenza ostinata» fu opposta dalla Corea e dai Song alle invasioni mongole rispetto agli altri popoli eurasiatici che furono invece rapidamente schiacciati dai cavalieri della steppa.

## Contesto

La Cina al principio dell'invasione mongola: nell'Ovest la dinastia Xia occidentale; nel nord la dinastia Jīn; nel sud la dinastia Song; nel sud-ovest la Regno di Dali.

All'inizio del XIII secolo, Temujin del clan mongolo Borjigin, futuro Gengis Khan, iniziò a consolidare il suo potere in nell'Altopiano della Mongolia, assoggettando o distruggendo le altre etnie nomadi della steppa eurasiatica: turchi e tatari. Nello stesso periodo, la Cina propriamente detta era divisa in tre stati dinastici separati: nel nord, la dinastia Jīn di etnia Jurchen controllava la Manciuria e le terre cinesi a nord del fiume Huai; la dinastia Xia occidentale di etnia Tangut governava parti della Cina occidentale; la dinastia Song di etnia Han regnava nel sud. La provincia sud-occidentale del Yunnan, al confine con la Birmania, era infine sede d'un potentato autonomo sin dal X secolo noto come Regno di Dali.
Prima dell'avvio ufficiale della Campagna mongola contro i Jin (1211-1234), un inviato dei Song arrivò alla corte di Gengis Khan, ormai Khagan di tutte le steppe, forse per negoziare un'offensiva unita contro i Jīn, storici avversari della dinastia meridionale (v.si Guerre Jin-Song). Sebbene Gengis abbia rifiutato la profferta, alla sua morte nel 1227 lasciò in eredità un piano per attaccare la capitale Jīn di Kaifeng passando attraverso il territorio di Song. Successivamente, un ambasciatore mongolo fu ucciso dal governatore Song in circostanze incerte. Prima di ricevere qualsiasi spiegazione, i mongoli marciarono attraverso il territorio di Song per entrare nel Henan controllato dai Jīn.

### L'incidente del 1227
All'inizio della primavera del 1227, Gengis Khan ordinò a una piccola frazione dell'esercito di avanzare in territorio di Song, nel Lizhou (利州路), per attaccare i Jīn ed impedire loro d'intromettersi nelle battute finali della Campagna mongola contro gli Xia occidentali (1209-1210 e 1225-1227). Le cinque prefetture di Jie (階), Feng (鳳), Cheng (成), He (和) e Tianshui (天水) furono devastate. Quindi i mongoli si spostarono verso sud e presero Wenzhou (文州). A luglio i cavalieri della steppa tornarono a nord. Gengis Khan si rese inoltre conto che per distruggere la dinastia Jīn l'esercito mongolo doveva farsi strada attraverso i territori Song. Questo "incidente del 1227" (丁亥之變) fu il primo conflitto armato tra i mongoli e i Song ma fu secondario rispetto al conflitto mongolo con i Jīn.

### Le battaglie di Shukou

L'inetto imperatore Lizong di Song, il cui regno coprì il grosso del lasso temporale occupato dalla campagna mongola contro il suo impero.

Dall'inverno del 1230 all'autunno del 1231, i mongoli di Ögödei Khan (r. 1229-1241), figlio e successore di Gengis, razziarono le terre dei Song. Nella regione centrale del dominio Han, presso i tre passi di Shukou (蜀口), le truppe del khagan ingaggiarono una serie di battaglie con l'esercito Song: fu il secondo e il più grande scontro armato tra le fazioni prima dell'invasione. Il debole imperatore dei Song, Lizong (r. 1224-1264), forzato dalla reggente Imperatrice Yang, preferì però abboccarsi con i mongoli piuttosto che avviare uno scontro aperto con loro.

### La precaria alleanza tra i Song e i Mongoli contro i Jīn
Nel 1233 la corte Song risolse di allearsi con i Mongoli che accettarono di condividere i territori a sud del Fiume Giallo con gli Han. Il generale Song Meng Gong sconfisse il generale Jīn Wu Xian e ordinò alle sue truppe di assediare la città di Caizhou, rifugio dell'ultimo imperatore degli Jurchen. Con l'aiuto dei mongoli, gli eserciti Song riuscirono finalmente a estinguere la dinastia Jin che aveva loro sottratto un secolo addietro la Cina del Nord. Caduta Caizhou nel 1234, l'anno dopo, i generali Song inviarono i loro eserciti ad occupare le capitali Jīn: occuparono Luoyang ed avanzarono fino a Kaifeng ma furono respinti dalle guarnigioni mongole al comando di Tachir, un discendente di Boorchu, famoso compagno di Gengis Khan. Fu l'inizio della contesa aperta tra Mongoli e Song.

## Gli schieramenti

### Esercito mongolo
Molti cinesi Han avevano disertato ai mongoli per combattere contro i Jīn. Sotto Ogödei Khan, c'erano ben 4 tumen interamente composti da guerrieri di etnia Han nell'esercito mongolo, al comando di quattro generali cinesi: Zhang Rou, Yan Shi, Shi Tianze e Liu Heima. Soprattutto nella prima fase della campagna contro i Song, i mongoli fecero un uso massiccio di soldati delle minoranze etniche indigene nel sud della Cina: es. dal Regno di Dali. Il passo successivo, operato da Kublai Khan, fondatore della dinastia Yuan, fu creare un "Esercito Han" (漢軍) dalle truppe di disertori Jīn e un "Esercito appena sottomesso" (新附軍) dai disertori Song. Questi ultimi ricevettero donne coreane come mogli dai mongoli, prese come bottino di guerra durante la loro invasione della Corea, oltre a buoi, vestiti e terra. Come premio per le vittorie sul campo di battaglia, le terre sezionate come appannaggi furono consegnate da Kublai agli ufficiali cinesi che disertarono dalla parte dei mongoli, ricorrendo al sistema mongolo del juntun, un tipo di terreno agricolo militare.
Altra innovazione occorsa alle forze mongole durante il conflitto con i Song fu lo sviluppo di un'efficiente marina militare. Rilevante in questo senso fu certo l'esperienza maturata dai mongoli sul campo di battaglia coreano: a partire dal 1255, con il susseguirsi delle invasioni mongole della Corea, Karakorum si trovò a disposizione maestranze coreane che furono incaricate di costruire la prima vera flotta mongola. Quest'esperienza fu cruciale
La forza mongola complessiva impegnata nella Cina meridionale fu di gran lunga più consistente di quella inviata in Medioriente nel 1256.

## La campagna

### Prima fase (1235–48)
Dal 1235, il generale mongolo Kuoduan Hequ iniziò ad attaccare la regione del Sichuan attraverso la pianura di Chengdu. L'occupazione di questa regione era stata spesso un passo importante per la conquista del sud. L'importante città di Xiangyang, porta d'accesso alla pianura dello Yangtze, difesa dal generale Song Cao Youwen, capitolò nel 1236. A est, nel frattempo, i generali Song Meng Gong e Du Guo resistettero alla pressione dei mongoli di Kouwen Buhua perché le principali forze mongole si stavano muovendo in quel momento verso l'Europa. Nel Sichuan, il governatore Yu Jie adottò il piano dei fratelli Ran Jin e Ran Pu per fortificare dei capisaldi nelle zone montuose, come Diaoyucheng (odierna Hechuan/Sichuan). Yu Jie fu così in grado di mantenere il Sichuan per altri dieci anni. Nel 1239, il generale Meng sconfisse i mongoli e riconquistò Xiangyang, riaprendo la contesa per il Sichuan contro i barbari. L'unico guadagno permanente per l'orda fu Chengdu, conquistata nel 1241. Nell'area del fiume Huai, i comandanti mongoli rimasero sulla difensiva, conquistando poche grandi città Song, sebbene la regina-reggente Töregene Khatun (r. 1241-1246) prima ed il Khagan Güyük (r. 1246-1248) poi seguitassero ad ordinare ai loro generali di attaccare i cinesi.

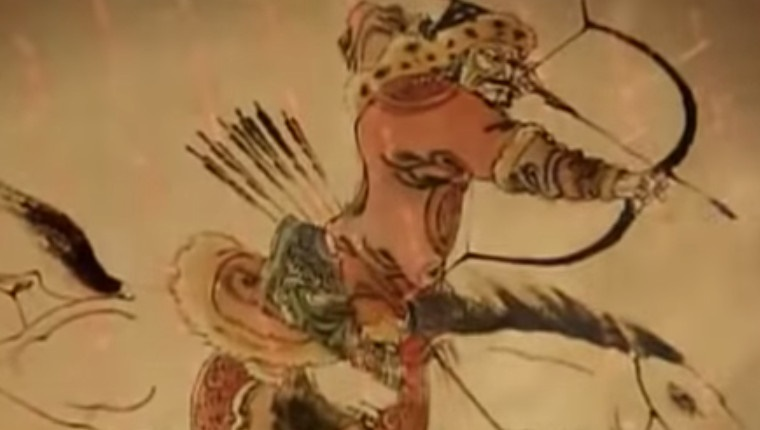
Arciere mongolo a cavallo.

I conflitti tra i Mongoli e le truppe Song ebbero luogo nell'area di Chengdu. Quando Töregene inviò dei diplomatici a negoziare la pace, i Song li imprigionarono ed i mongoli risposero invadendo il Sichuan (1242). Il comando delle operazioni fu affidato al generale del tumen cinese Zhang Rou ed a Chagaan, un disertore Xia salito nei ranghi dell'esercito mongolo ai tempi di Gengis Khan. Dopo gli iniziali saccheggi mongoli, i Song inviarono una delegazione per negoziare un cessate il fuoco e, a tregua concordata, Chagaan e Zhang Rou tornarono a nord.
Come anticipato, in questa fase della campagna i gengiscanidi fecero uso massiccio di soldati delle minoranze etniche indigene nel sud della Cina piuttosto che di mongoli. L'esercito indigeno Cuan-Bo di Dali, guidato dalla famiglia reale Duan, fornì la maggior parte delle forze (sia soldati sia ufficiali) inviate contro i Song nelle battaglie lungo lo Yangtze. Le uniche forze mongole propriamente dette erano allora i 3 000 cavalieri al comando di Uriyangkhadai, figlio del celebre generale Subedei, che aveva in precedenza assoggettato proprio il regno di Dali.
Un resoconto dell'attacco mongolo a Nanchino fornito da un annale cinese, descrive l'uso della polvere da sparo da parte dei difensori cinesi contro i mongoli:
(Trad. in (EN) John Merton Patrick, Artillery and warfare during the thirteenth and fourteenth centuries, Monograph, vol. 8, n. 3, Utah State University Press, 1961,  p. 10.)
La traduzione del termine che identifica il dispositivo è quella del Prof. Partington che lo descrive come un vaso di ferro pieno di [huo] yao, letteralmente "droga antincendio", una polvere da sparo a basso contenuto di nitrati o proto-polvere da sparo, a volte calato tramite una catena, che emetteva «fuoco [...] da ogni parte», con un effetto incendiario esteso su molti metri che poteva perforare il metallo a cui era attaccato, producendo un «rumore simile a un tuono» che poteva essere udito per miglia, con il risultato che «gli uomini e le pelli di bue furono tutti fatti a pezzi ( chieh sui ) volando in tutte le direzioni.»

### Seconda fase (1251–60)
Gli attacchi mongoli ai Song s'intensificarono con l'elezione di Möngke a Khagan nel 1251, che iniziò a dirottare nel conflitto cinese le risorse precedentemente impiegate dai gengiscanidi in Occidente. Attraversando la pianura di Chengdu nel Sichuan, i Mongoli conquistarono il Regno di Dali, nel Yunnan, nel 1253, connettendo così un efficace accerchiamento dei territori Song. I mongoli assediarono Ho-chiou ma revocarono l'assedio già nel 1254. Il fratello di Möngke, Kublai, e il generale Uriyangkhadai pacificarono lo Yunnan e il Tibet ed attaccarono la dinastia Trần (di etnia Han) in Vietnam.
Uriyangkhadai condusse campagne di successo nel sud-ovest della Cina e pacificò tribù tibetane prima di dirigersi a est verso il Dai Viet nel 1257. In autunno, indirizzò tre lettere all'imperatore del Dai Viet, Trần Thái Tông, chiedendo il libero passaggio delle sue truppe verso la Cina meridionale. Dopo che gli inviati furono imprigionati nella capitale Thang Long (odierna Hanoi), Uriyangkhadai invase il Dai Viet in dicembre con i generali Trechecdu e Aju nelle retrovie. In ottobre, Möngke stesso era partito per la Cina meridionale e nel maggio 1258 aveva fissato i suoi accampamenti vicino al monte Liupan, portandosi nel Sichuan con i due terzi della forza militare mongola.
Secondo il Đại Việt Sử ký toàn thư, le forze mongole di Uriyangkhadai combatterono il più grande esercito di Trần guidato dall'imperatore in persona nella steppa di Bình Lệ (Bạch Hạc) il 17 gennaio 1258, a nord-ovest di Thăng Long. Il 22 gennaio 1258, Uriyangkhadai conquistò la capitale Dai Viet. Le fonti cinesi riportano erroneamente che Uriyangkhadai si ritirò dal Vietnam dopo soli nove giorni a causa del cattivo clima, laddove invece il condottiero mongolo lasciò Thang Long solo nel 1259 per invadere la dinastia Song nell'odierna Guangxi come parte di un attacco mongolo coordinato con gli eserciti di Möngke nel Sichuan ed altri eserciti operativi nello Shandong e nel Henan. Intorno al 17 novembre 1259, Kublai Khan ricevette un messaggero mentre assediava Ezhou nel Hubei che descriveva l'avanzata dell'esercito di Uriyangkhadai da Thang Long a Tanzhou (attuale Changsha) nel Hunan attraverso Yongzhou (odierna Nanning) e Guilin nel Guangxi. Successivamente, Uriyangkhada si fece strada verso nord per ricongiungersi all'esercito di Kublai Khan a nord dello Yangtze sulla via del ritorno nel nord della Cina. Mentre conduceva in Cina l'assedio di Diaoyucheng, nell'odierna Chongqing, Möngke morì, forse di dissenteria o di colera, l'11 agosto 1259, gettando l'impero gengiscanide nel caos.
Il governo centrale Song nel frattempo non fu in grado di far fronte alla sfida dei mongoli e alle nuove rivolte contadine nella regione del moderno Fujian guidate da Yan Mengbiao e Hunan. La corte dell'imperatore Lizong era dominata dai clan delle consorti, Yan e Jia, e dagli eunuchi Dong Songchen e Lu Yunsheng. Nel 1260, Jia Sidao divenne cancelliere, pare in quanto fratello della concubina prediletta di Lizong, ed iniziò a costruirsi una solida base di potere, garantendosi il supporto dell'insignificante erede al trono imperiale, Zhao Qi (poi imperatore Duzong), ed espellendo i suoi avversari come Wen Tianxiang e Li Fu. Poiché le entrate finanziarie statali erano molto basse, Jia Sidao cercò di riformare i regolamenti per la merce delle terre con la sua legge statale sui campi.
Armi a polvere da sparo come il cannone tuhuo (突火槍) che sparava proiettili da tubi di bambù furono impiegati dai cinesi contro i mongoli.
I capi Tusi dei regni nel Yunnan, Guizhou e Sichuan si sottomisero al dominio Yuan e furono autorizzati a mantenere i loro titoli. La famiglia cinese Yang che governava il Dominio di Bozhou, già riconosciuta di Song e dai Tang, fu riconosciuta dagli Yuan e successivamente dai Ming. Il clan Luo a Shuixi guidato da Ahua era riconosciuto dagli imperatori Yuan, così come lo erano dagli imperatori Song quando erano guidati dagli imperatori Pugui e Tang quando erano guidati da Apei. Discendevano dal re Huoji del Regno Shu che aiutò Zhuge Liang contro Meng Huo. Furono riconosciuti anche dai Ming.

### Terza fase (1260-1276)

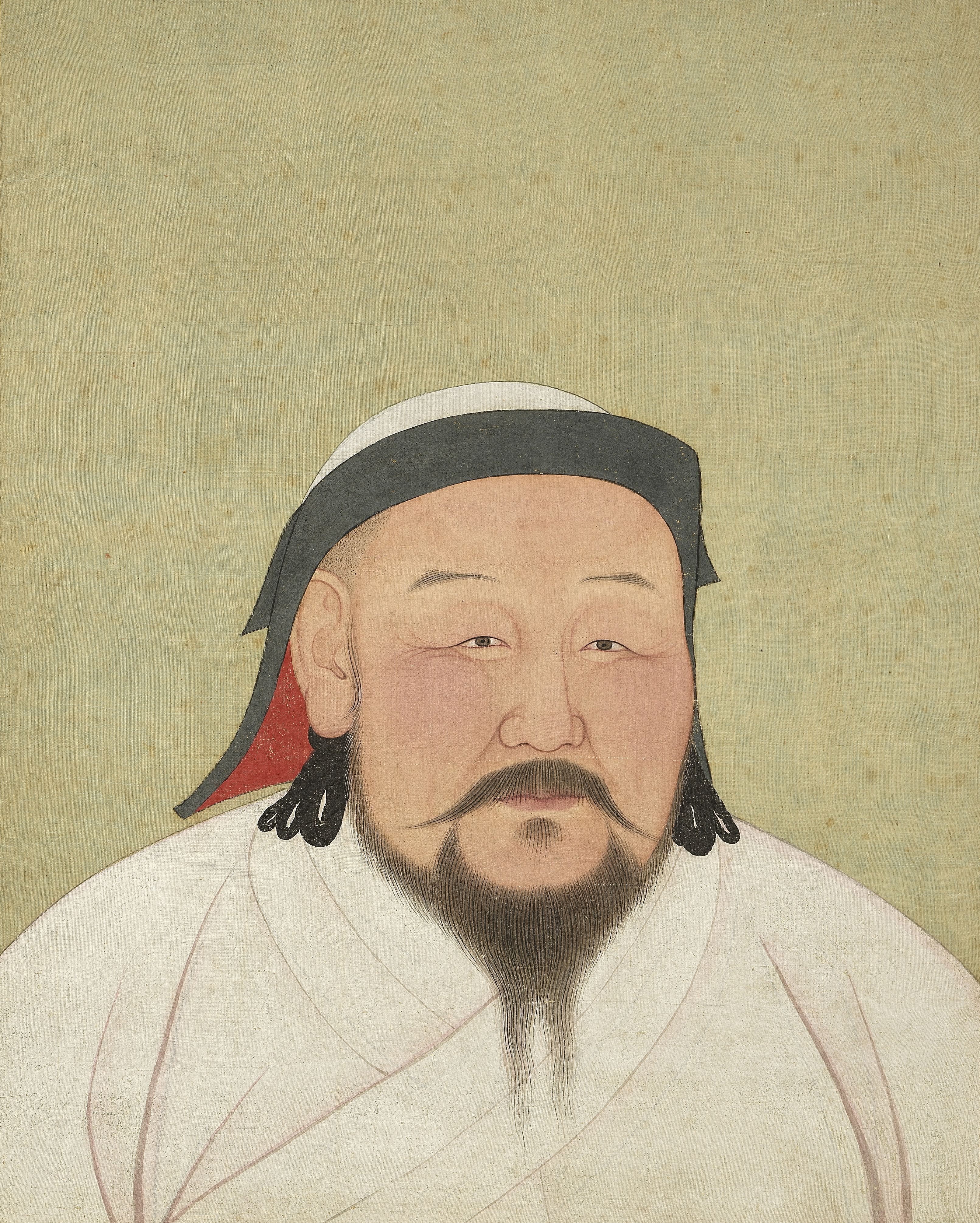
Kublai Khan, il Gran Khan dell'Impero Mongolo e Imperatore della dinastia Yuan - dipinto del 1294.

Dopo che Kublai Khan fu eletto Khagan nel 1260, riuscì finalmente a sottomettere i Song, seppur a caro prezzo. Dal 1260 al 1264 dovette affrontare una fronda all'interno della dinastia guidata dal fratello minore, Arig Bek, già al comando del nord e di stanza nella capitale mongola, Karakorum. Lo scontro, noto come Guerra civile toluide, parte della più generale dissoluzione dell'Impero mongolo, si concluse con la sconfitta di Arig per opera di Kublai. In Cina, nel frattempo, moriva l'imperatore Lizong e la corona Song passava sul capo dell'inetto, Duzong (r. 1264-1274), che si disinteressò degli affari di stato e lasciò tutto nelle mani del cancelliere Jia Sidao.
Kublai riaccese la contesa con i Song proprio a Diaoyucheng, nel Sichuan, nel 1265, sconfiggendo le forze cinesi, sia di terra sia di mare, e catturando più di 100 navi.

#### Xiangyang (1268-1273)
Nel 1268, l'avanzata mongola fu fermata nella città di Xiangyang, sul fiume Han, alla confluenza con lo Yangtze, la porta dell'importante centro commerciale di Hangzhou. Le mura di Xiangyang erano approssimativamente 6 fino a 7 metri (20 fino a 23 ft) di spessore e comprendeva un'area 5 chilometri (3,1 mi). Gli ingressi principali nella cinta conducevano a un corso d'acqua impossibile da guadare d'estate e impraticabile come una palude e una serie di stagni e distese fangose d'inverno. Xiangyang era collegata alla sua città gemella, Fancheng, sulla sponda opposta del fiume, da un ponte di barche che attraversava il fiume, da dove i difensori degli insediamenti gemelli tentarono di rompere l'assedio. I mongoli sotto Aju sventarono ogni tentativo e schiacciarono tutti i rinforzi Song, pur inviati a migliaia. Secondo il professor Zhang Lianggao della Huazhong University of Science and Technology, nel 1269 (咸淳五年), i mongoli invasero la valle del fiume Yangtze ma furono respinti. La Pagoda Wuying fu ricostruita nel 1270 (咸淳六年) durante il rovesciamento dei Song durante il regno dell'imperatore Duzong.
Dopo questa sconfitta, Aju chiese a Kublai le potenti macchine d'assedio dell'Ilkhanato. Ismail e Al-aud-Din da Mosul (attuale Iraq), arrivarono nel sud della Cina per costruire un nuovo tipo di trabucco a contrappeso che potesse usare proiettili esplosivi. Gli ingegneri levantini costruirono anche manganelle e tradizionali trabucchi a trazione. Il design dei nuovi trabucchi a contrappeso fu preso da quelli usati da Hulagu Khan alla Presa di Baghdad (1258). Già noti come manganelle franche in una storia ufficiale dell'Ilkhanato, furono quasi certamente presi in prestito dai vassalli crociati di Hulagu al più tardi nel 1242. Secondo lo storico dell'ilkhanato Rashid Al-Din, l'introduzione di queste armi nel 1268 fu decisiva e permise ai mongoli di conquistare rapidamente città fortificate che in precedenza avevano ritenuto inespugnabili.
I proiettili esplosivi erano in uso in Cina da secoli ma il sistema di contrappeso del trabucco (al contrario del tipo a torsione) dava una maggiore portata e precisione, rendendo anche più facile giudicare la forza generata (rispetto alla torsione da ripetuti avvolgimenti). I trabucchi a contrappeso persiani avevano una portata maggiore e potevano aiutare a distruggere le mura di Fancheng con maggiore sicurezza per le forze mongole. I musulmani e altri ingegneri cinesi gestivano l'artiglieria e le macchine d'assedio per i mongoli. Già inventori del trabucco a trazione, i Cinesi, costretti ad affrontare i trabucchi a contrappeso persiani in uso ai mongoli dovettero costruire i propri trabucchi a contrappeso: «Nel 1273 le città di frontiera erano tutte cadute. Ma i trabucchi musulmani furono costruiti con miglioramenti nuovi e ingegnosi e ne divennero disponibili diversi tipi, molto migliori di quelli usati prima.»
Durante l'assedio, sia le forze mongole sia quelle Song usarono bombe tuono, un tipo di arma a polvere da sparo incendiaria di ghisa, riempita di polvere da sparo, scaraventata da trabucchi ed altra artiglieria. Gli effetti di questi proiettili su uomini e materiali furono devastanti, il rumore distruttivo e rimbombante udito per molte miglia, le armature di ferro penetrate dall'involucro della bomba durante l'esplosione. I mongoli utilizzavano anche baliste mentre i Song frecce e lance da fuoco.
Anche le lotte intestine politiche Song contribuirono alla caduta di Xiangyang e Fancheng, a causa del potere della famiglia Lü. Molti hanno messo in dubbio la loro fedeltà alla dinastia poiché il morale stava crollando e l'Imperatore escluse lo stesso Jia Sidao dal comando. Li Tingzhi, un nemico della famiglia Lü, fu nominato comandante. Jia ha permesso agli uomini di Lü d'ignorare gli ordini di Li, generando una catena di comando instabile. Li non fu quindi in grado di dare il cambio a Xiangyang e Fancheng, gestendo solo rifornimenti temporanei durante diverse interruzioni dell'assedio.
Bayan di Baarin, il comandante mongolo, inviò metà delle sue forze a monte del fiume per guadare la riva sud e costruire un ponte attraverso il quale prendere la fortezza di Yang lo. Tremila barche Song risalirono allora il fiume Han ma furono respinte: 50 barche furono distrutte e 2 000 uomini perirono.  Negli scontri marittimi, i Song usavano navi a remi, e almeno su alcune navi, lance da fuoco, baliste e dispositivi incendiari.
Il comandante di Xiangyang, Lü Wenhuan della famiglia Lü, si arrese al comandante mongolo e fu nominato governatore di Xiangyang. L'intera forza, compreso il comandante disertore, navigò lungo lo Yangtze e i forti lungo la strada si arresero, poiché Lü Wenhuan, ora alleato con i mongoli, aveva anche comandato molte delle guarnigioni a valle del fiume. Lü Wenhuan convinse poi il resto della sua famiglia a schierarsi in favore dei mongoli. Nel 1270 Kublai ordinò la costruzione di cinquemila navi. Tre anni dopo, ne fu ordinata la costruzione di altre duemila. Tutte necessarie a trasportare 50 000 armati per dare battaglia ai Song.
Nel 1273, Fancheng capitolò e i mongoli ne passarono la popolazione a fil di spada per terrorizzare gli abitanti di Xiangyang, dopo la cui resa fu possibile schierare diverse migliaia di navi. La flotta Song, nonostante il suo dispiegamento come flotta di difesa costiera o guardia costiera più che come marina operativa, era più che all'altezza dei mongoli. Sotto il suo grande generale Bayan, Khublai scatenò un attacco fluviale contro la città difesa di Xiangyang sul fiume Han. I mongoli hanno prevalso, alla fine, ma ci sarebbero voluti altri cinque anni di lotta per riuscirci.

#### Battute finali (1273-1276)

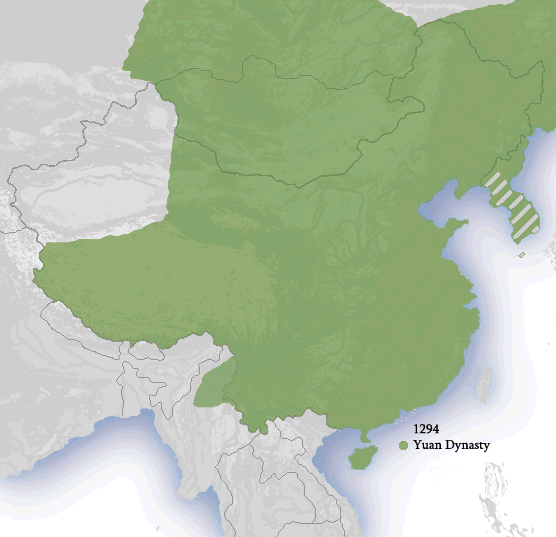
L'impero della dinastia Yuan di Kublai Khan dopo l'annessione delle terre Song.

Kublai aveva fondato la dinastia Yuan nel 1271, affermando il definitivo dominio mongolo sulle vecchie terre dell'Impero cinese, e nel 1273 i suoi uomini erano emersi vittoriosi sul fiume Han. Lo Yangtse fu così aperto alla grande flotta che doveva conquistare le province più meridionali dell'impero Song. Nel 1274, il principe bambino Zhao Xian fu nominato imperatore. La resistenza continuò, provocando il massacro di Bayan degli abitanti di Changzhou nel 1275 e il suicidio di massa dei difensori a Changsha nel gennaio 1276. Quando le truppe e la flotta mongolo-cinese degli Yuan avanzarono e una prefettura dopo l'altra si sottomise loro, Jia Sidao offrì la propria sottomissione, ma il cancelliere Yuan Bayan rifiutò.
Gli ultimi contingenti Song furono pesantemente sconfitti, la vecchia città di Jiankang (Jiangsu) cadde e Jia Sidao fu ucciso.

La capitale di Song, Lin'an (Hangzhou), era difesa da Wen Tianxiang e Zhang Shijie. Quando Bayan e Dong Wenbing si accamparono fuori Lin'an nel febbraio 1276, la Grande imperatrice vedova Xie e l'imperatrice vedova Quan dei Song si arresero a loro, consegnandosi insieme all'imperatore minorenne Gong Di ed al sigillo imperiale.

I mongoli, a questo punto, come osservato dalla storica Patricia Buckley Ebrey, in netta controtendenza con quanto fatto sia con la famiglia reale Wanyan degli Jurchen-Jīn sia con la famiglia reale Tangut degli Xia Occidentali, sistematicamente braccate, massacrate ed eradicate, mostrarono grande indulgenza nei confronti della famiglia reale Zhao degli Han-Song: ne risparmiarono i membri catturati nella capitale (Hangzhou), come l'imperatore Gond Di e la madre, unitamente ai civili che vi risiedevano, né saccheggiarono la città che anzi fu libera di proseguire ne sui affari mentre l'apparato burocratico Song vengono assorbito dagli Yuan. I mongoli non presero per sé le donne del palazzo Song meridionale, ma invece fecero sposare le donne del palazzo ad artigiani cinesi Han a Shangdu. L'imperatore mongolo Kublai Khan concesse persino una principessa mongola della sua stessa famiglia, i Borjigin, in moglie a Gong Di e dall'unione nacque un figlio, Zhao Wanpu.
L'imperatore Gong abdicò ma fedeli lealisti come Zhang Jue, Wen Tianxiang, Zhang Shijie e Lu Xiufu successivamente intronizzarono i fratelli minori dell'imperatore Zhao Shi e Zhao Bing. Zhao Shi fu intronizzato come imperatore Duanzong di Song lontano dalla capitale nella regione di Fuzhou ma morì poco dopo durante il viaggio verso sud nel moderno Guangdong. Zhao Bing fu intronizzato come imperatore Huaizong di Song sull'isola di Lantau, a Hong Kong. Il 19 marzo 1279, i mongoli sconfissero l'ultima delle forze Song nella battaglia navale di Yamen. Dopo la battaglia, come ultimo atto di sfida contro gli invasori, Lu Xiufu abbracciò l'imperatore di otto anni e la coppia balzò verso la morte dal Monte Ya, segnando così l'estinzione della canzone meridionale.

### Ultima resistenza dei lealisti Song (1276-79)

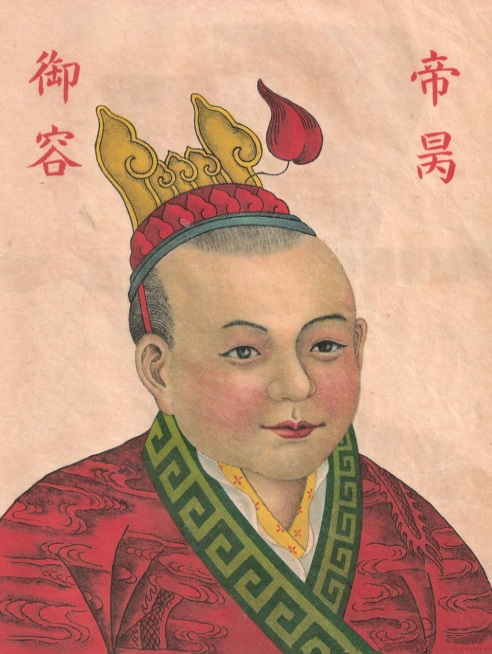
L'imperatore-bambino Zhao Bing, ultimo pretendente all'impero Song.

L'imperatrice vedova Xie aveva segretamente inviato i due fratelli dell'imperatore bambino a Fuzhou. Le roccaforti dei lealisti Song caddero una ad una: Yangzhou nel 1276, Chongqing nel 1277 e Hezhou nel 1279. I lealisti hanno combattuto i mongoli nel montuoso confine tra Fujian, Guangdong e Jiangxi. Nel febbraio 1279, Wen Tianxiang, uno dei lealisti Song, fu catturato, deportato e giustiziato nella capitale Yuan di Khanbaliq/Dadu (odierna Pechino).
La fine della guerra Mongolo-Song avvenne il 19 marzo 1279, quando 1000 navi da guerra cinesi affrontarono una flotta di 300-700 navi da guerra mongole a Yamen. La flotta Yuan era comandata da Zhang Hongfan (1238–1280), un cinese del nord, e Li Heng (1236–1285), un Tangut. Le catapulte come sistema d'arma furono respinte dalla corte di Kublai, poiché temevano che la flotta Song sarebbe esplosa se avessero usato tali armi. Invece, hanno sviluppato un piano per un assedio marittimo, al fine di prendere i Song per fame.
Ma all'inizio c'era un difetto nella tattica Song che sarebbe stato poi sfruttato da Yuan al termine della battaglia. I cinesi volevano una posizione difensiva più forte e la loro flotta "si è legata in una massa solida [,]" nel tentativo di creare una linea di schermaglia nautica. I risultati furono disastrosi per i Song: non potevano né attaccare né manovrare. Anche la fuga era impossibile, poiché le navi da guerra Song non avevano basi vicine. Il 12 marzo, un certo numero di combattenti Song disertò ai mongoli. Il 13 marzo, uno squadrone Song attaccò alcune delle vedette settentrionali dei mongoli. Se questa azione fu un tentativo di evasione, fallì. Entro il 17 marzo, Li Heng e Zhang Hongfan optarono per una battaglia decisiva. Quattro flotte mongole si mossero contro i Song: Li Heng attaccò da nord e nord-ovest; Zhang procederebbe da sud-ovest; le altre due flotte attaccarono da sud e da ovest. Il tempo favorì i mongoli quella mattina. La fitta nebbia e la pioggia ne oscurarono l'avvicinarsi. Allo stesso modo, il movimento della marea giovò allo spostamento della flotta mongola che, in breve tempo, apparve a nord del Song. Fu un attacco insolito in quanto la flotta mongola ingaggiò per prima la flotta Song a poppa.
Prima della battaglia, i mongoli costruirono piattaforme di tiro con l'arco per la loro Fanteria di marina. La posizione consentiva agli arcieri di dirigere una velocità di lancio di missili più alta e più concentrata contro il nemico. Squadre di fuoco di sette o otto arcieri hanno presidiato queste piattaforme e si sono dimostrate estremamente efficaci quando la battaglia è iniziata a distanza ravvicinata.
Il primo attacco di Li Heng ha tagliato la corda Song che teneva unita la flotta cinese. I combattimenti infuriavano in combattimenti ravvicinati. Prima di mezzogiorno, i Song persero tre delle loro navi a causa dei mongoli. In mattinata, le navi di Li sfondarono la linea esterna Song e altri due squadroni mongoli distrussero la formazione cinese nell'angolo nord-ovest. Per allora, la marea cambiò e le navi di Li andarono alla deriva nella direzione opposta, a nord.

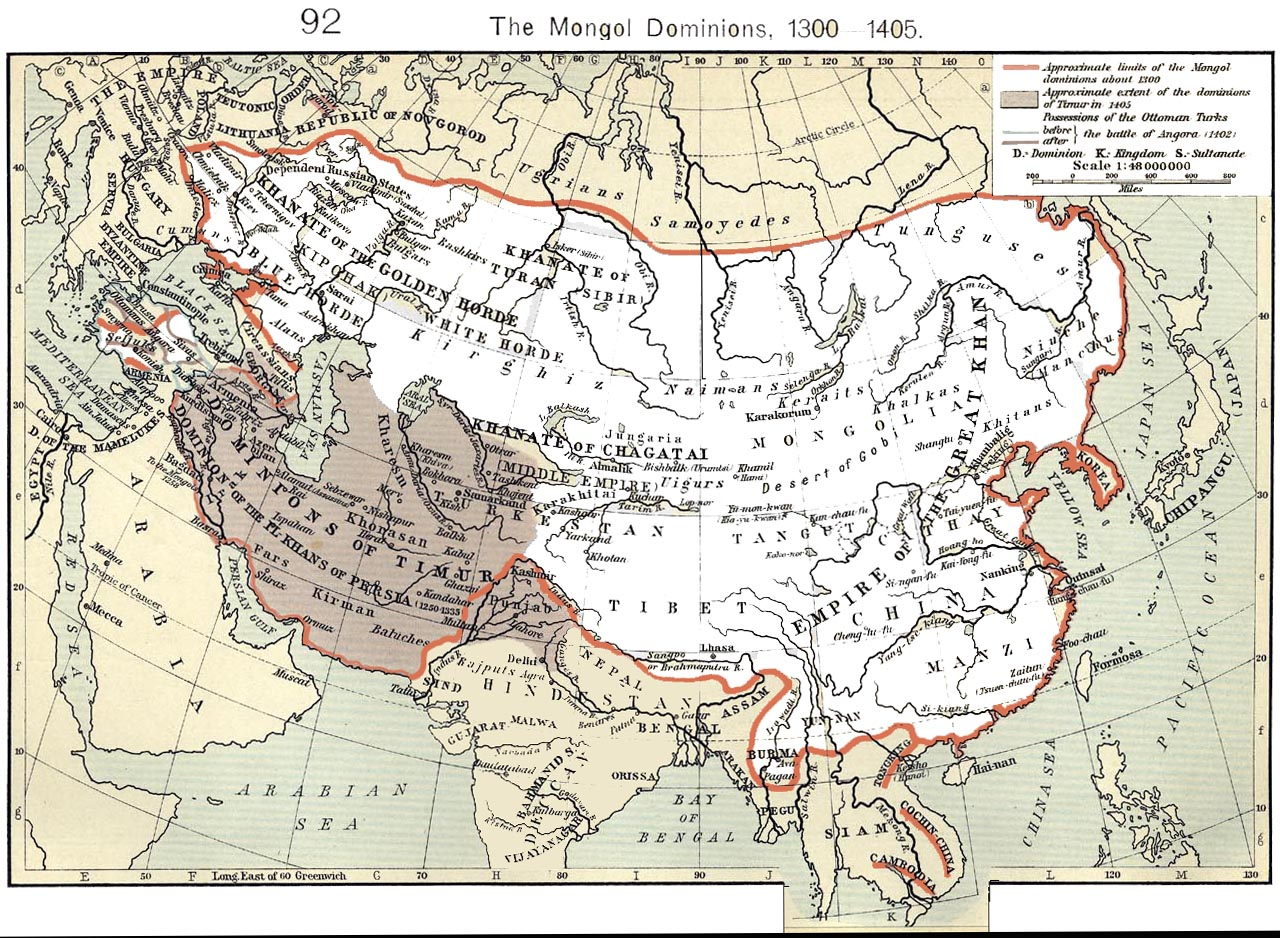
I domini mongoli, c. 1300. L'area grigia è il successivo impero timuride.

I Song credettero che i mongoli stessero fermando l'attacco e abbassarono la guardia. La flotta di Zhang Hongfan, cavalcando la corrente settentrionale, attaccò quindi le navi cinesi. Zhang era determinato a catturare l'ammiraglio Song, Zuo Tai. L'ammiraglia Yuan era protetta da scudi per vanificare il fuoco dei missili Song. Più tardi, quando Zhang catturò l'ammiraglia Song, la sua stessa nave fu crivellata di frecce. Anche la flotta di Li Heng tornò in battaglia. Nel tardo pomeriggio la battaglia finì e l'ultimo della marina Song si arrese.
L'élite Song non era disposta a sottomettersi al dominio mongolo e optò per il suicidio. Anche il consigliere incaricato di tenere tra le braccia il neonato bambino imperatore Song durante la battaglia, scelse di unirsi ai compagni nella morte. Non è chiaro se lui o altri abbiano deciso che anche il neonato imperatore dovesse morire. Il consigliere si gettò in mare, tenendo in braccio il bambino. Decine di migliaia di funzionari e donne Song si annegarono. L'ultimo imperatore Song morì con il suo entourage, tenuto tra le braccia del suo consigliere. Con la sua morte, gli ultimi resti della resistenza Song furono eliminati. La vittoria di questa campagna navale segnò il completamento della conquista della Cina da parte di Kublai e l'inizio della consolidata dinastia mongola Yuan.
I resti della famiglia imperiale Song continuarono a vivere nella dinastia Yuan come l'imperatore Gond Di, Zhao Mengfu e Zhao Yong. Zhao Mengfu ha trascorso il suo tempo a dipingere alla corte Yuan ed è stato intervistato personalmente da Kublai. Gli Annali vietnamiti registrarono che i resti della famiglia imperiale Song arrivarono a Thăng Long, la capitale del Đại Việt, nell'inverno del 1276 a bordo di trenta navi e alla fine si stabilirono nel distretto di Nhai-Tuân e aprirono un mercato che vendeva medicine e seta.

## Conseguenze

### Conquista della Cina sudoccidentale
Molti domini e regni Tusi nella Cina sudoccidentale che esistevano prima delle invasioni mongole furono autorizzati a mantenere la loro integrità come vassalli della dinastia Yuan dopo la resa, incluso il Regno di Dali, la famiglia cinese Han Yang che governava il Dominio di Bozhou con la sua sede al castello Hailongtun, il Dominio di Lijiang, il Dominio di Shuidong, il Dominio di Sizhou, il Dominio di Yao'an, il Dominio di Yongning e Mu'ege. Così come la dinastia Goryeo e il regno di Qocho.
I nobili cinesi Han mantennero i loro titoli di Duchi Yansheng e Maestri Celestiali già riconosciuti dalle precedenti dinastie imperiali cinesi.

### Profughi Song in Vietnam e Champa
Ufficiali militari e funzionari civili cinesi Song sono fuggiti in paesi stranieri, in particolare Vietnam e Champa. In Vietnam, si sono sposati con l'élite al potere vietnamita e a Champa hanno servito il governo locale, come registrato da Zheng Sixiao. I soldati Song prestarono servizio nell'esercito vietnamita preparato dall'imperatore Trần Thánh Tông contro la seconda invasione mongola.
Il professor Liam Kelley ha notato che personale Song come Zhao Zhong e Xu Zongdao è fuggito in Vietnam, allora retto dalla dinastia Trần, dopo l'invasione mongola della Cina e hanno aiutato i Trần a combattere contro l'invasione mongola. Il religioso cinese taoista Xu Zongdao, che registrò l'invasione mongola, li chiamò «banditi del nord.» Ha citato il Đại Việt Sử Ký Toàn Thư che diceva «Quando Song [dinastia] fu persa, la sua gente venne da noi. Nhật Duật li accolse. C'era Zhao Zhong che serviva come sua guardia personale. Pertanto, tra i successi nello sconfiggere gli Yuan, Nhật Duật ottenne il massimo.»

### Conseguenze demografiche
James Waterson ha messo in guardia dall'attribuire semplicisticamente il calo demografico della Cina settentrionale in questo periodo al massacro operato dai Mongoli poiché gran parte della popolazione potrebbe essersi trasferita nella Cina meridionale sulla scia dei Song o essere morta di malattie e carestia poiché le infrastrutture agricole e urbane della città erano state distrutte. I mongoli usavano infatti risparmiare le città dal massacro e dal saccheggio in caso di resa, come fatto a Kaifeng, durante la campagna contro i Jin, ceduta a Subedei da Xu Li, o Yangzhou, ceduta a Bayan dal secondo in comando di Li Tingzhi dopo che Li Tingzhi fu giustiziato dai Song, e Hangzhou, risparmiata dal saccheggio quando si arrese a Kublai Khan. I soldati cinesi Han e Kitai disertarono in massa a favore di Gengis Khan quando avvio la campagna contro gli Jurchen Jin. Le città che si arresero furono sempre risparmiate dal saccheggio e dal massacro da Kublai Khan. I Kitai lasciarono con riluttanza la loro patria in Manciuria quando i Jin trasferirono la loro capitale principale da Pechino a Kaifeng, nel sud, e disertarono quindi ai mongoli.

### Esplicative
1. ↑  Nicolle 1998, p. 57.
«Da parte sua Kublai si dedicò totalmente al compito ma fu comunque la guerra più dura dei Mongoli. I cinesi Song si dimostrarono i nemici più resistenti. La Cina meridionale non era solo densamente popolata e piena di città fortificate. Era anche una terra di catene montuose e di ampi fiumi che scorrevano veloci.»
2. ↑  (EN) L. Carrington Goodrich, A Short History of the Chinese People, ill., Courier Dover Publications, 2002,  p. 173, ISBN 0-486-42488-X.
«Indiscutibilmente nei cinesi i mongoli incontrarono un'opposizione più ostinata e una migliore difesa di quanto avessero mostrato tutti gli altri loro avversari in Europa e in Asia. Avevano bisogno di ogni artificio militare conosciuto a quel tempo, poiché dovevano combattere in un terreno difficile per i loro cavalli, in regioni infestate da malattie mortali per un gran numero delle loro forze e in barche a cui non erano abituati.»
3. ↑  (EN) John Merton Patrick, Artillery and warfare during the thirteenth and fourteenth centuries, Monograph series, vol. 8, 1961,  p. 14, ISBN 9780874210262.
«rovesciato, come vedremo, poiché la controffensiva finale lanciata dai cinesi contro i loro signori mongoli della dinastia Yuan è una storia in cui l'artiglieria ha un ruolo significativo. Almeno nel 1259, se non prima durante le prime invasioni mongole, i cinesi usavano tubi che sparavano proiettili. Il t'u huo ch'iang ("pistola da fuoco che si lancia") era un lungo tubo di bambù in cui venivano sparati proiettili nel vero senso della parola (tzu-k'o)»

### Bibliografiche
1. 1 2  Atwood 2004, p. 509.
2. ↑  (EN) H.J. van Derven, Warfare in Chinese History, BRILL, 1º gennaio 2000,  pp. 222 e s., ISBN 90-04-11774-1.
3. ↑  Lane 2004, p. 45.
4. ↑  Franke 1994, p. 233.
5. ↑  Howorth 1876, p. 228.
6. 1 2  (ZH) 陈世松等, 宋元战争史, 内蒙古人民出版社, 2010,  pp. 20-22.
7. ↑  (EN) Keith McMahon, Celestial Women: Imperial Wives and Concubines in China from Song to Qing, Rowman & Littlefield, 21 aprile 2016, ISBN 9781442255029.
8. ↑  Grousset 1970, p. 259.
9. ↑  (ZH) 窝阔台汗己丑年汉军万户萧札剌考辨--兼论金元之际的汉地七万户, su wanfangdata.com.cn.
10. ↑  (ZH) 窝阔台汗己丑年汉军万户萧札剌考辨--兼论金元之际的汉地七万户-国家哲学社会科学学术期刊数据库, su nssd.org. URL consultato il 27 marzo 2023 (archiviato dall'url originale il 13 aprile 2020).
11. ↑  (ZH) 新元史/卷146 – 維基文庫，自由的圖書館, su zh.wikisource.org.
12. 1 2  (EN) Bin Yang, 4. Rule Based on Native Customs, in Between winds and clouds: the making of Yunnan (second century BCE to twentieth century CE), Columbia University Press, 2009,  p. 112, ISBN 978-0231142540.
13. ↑  (EN) Charles O Hucker, A dictionary of official titles in imperial China, Stanford University Press, 1985, 1985.
14. ↑  (EN) David M. Robinson, 1. Northeast Asia and the Mongol Empire, in Empire's Twilight: Northeast Asia Under the Mongols, ill., Harvard University Press, 2009,  p. 52, ISBN 978-0674036086.
15. ↑  Man 2006, p. 168.
16. ↑  (EN) Ming Tai Cheung, China's Entrepreneurial Army, rist. ill., Oxford University Press, 2001,  p. 14, ISBN 0199246904.
17. ↑  (EN) John Masson Jr. Smith, Review: Nomads on Ponies vs. Slaves on Horses, in Journal of the American Oriental Society, vol. 118, n. 1, American Oriental Society, gennaio–marzo 1998,  pp. 54-62, DOI:10.2307/606298.
18. ↑  Man 2006, p. 158.
19. ↑  Grousset 1970, p. 282.
20. ↑  Curtin 1908, p. 343.
21. ↑  Man 2004, p. 213.
22. ↑  Bor, p. 224.
23. ↑  (EN) J. R. Partington, A History of Greek Fire and Gunpowder, Johns Hopkins University Press, 1960,  pp. 243-244 e 268, ISBN 0801859549.
24. 1 2  (EN) Matthew Bennett (a cura di), Zhen tian lei o Chen t'ien lei, in The Hutchinson Dictionary of Ancient & Medieval Warfare, Taylor & Francis, 1998,  pp. 356, ISBN 1579581161.
25. 1 2  (EN) Thomas Laird, The Story of Tibet: Conversations with the Dalai Lama, Grove Press, 2006,  pp. 114-117, ISBN 0-8021-1827-5.
26. 1 2  Fitzhugh, Rossabi e Honeychurch 2009, p. 27.
27. 1 2  (EN) Vu Hong Lien e Peter Sharrock, The First Mongol Invasion (1257–8 CE), in Descending Dragon, Rising Tiger: A History of Vietnam, Reaktion Books, 2014, ISBN 978-1780233888.
28. ↑  Đại Việt Sử ký toàn thư, pp. 283-284.
29. 1 2  (EN) P.D. Buell, "Mongols in Vietnam: end of one era, beginning of another". First Congress of the Asian Association of World Historians 29–31 May 2009 Osaka University Nakanoshima-Center.
30. 1 2 3 4 5  (EN) Stephen G. Haw, The deaths of two Khaghans: a comparison of events in 1242 and 1260, in Bulletin of the School of Oriental and African Studies, n. 76, University of London, 2013,  pp. 361-371, DOI:10.1017/S0041977X13000475, JSTOR 24692275.
31. ↑  Saunders 1971, p. 120.
32. ↑  Lane 2006, p. 9.
33. ↑  Man 2006, p. 98.
34. ↑  Weatherford 2004, p. 188.
35. ↑  Storia dei Song.
36. ↑  (EN) John. E. Herman, Political Frontiers, Ethnic Boundaries and Human Geographies in Chinese History, a cura di Nicola Di Cosmo e Don J Wyatt, ill., Routledge, 2005, ISBN 1135790957.
37. ↑  (EN) Pamela Kyle Crossley, Helen F. Siu e Donald S. Sutton (a cura di), Empire at the Margins: Culture, Ethnicity, and Frontier in Early Modern China, Studies on China, vol. 28, ill., University of California Press, 2006,  p. 143, ISBN 0520230159.
38. ↑  (EN) Warren I. Cohen, East Asia at the center: four thousand years of engagement with the world,  p. 136.
39. ↑  Turnbull 2003, p.8.
40. ↑  Man 2006, p. 168.
41. ↑  (EN) "揭秘730多年无影古塔 为武汉现存最早古建筑（图） [Uncovering the Secrets of the over 730-year-old Wuying Ancient Pagoda: Wuhan's Oldest Extant Ancient Architectural Structure (with Photographs)], in Hubei Daily Online. URL consultato il 29 novembre 2017.
42. ↑  (EN) "无影有踪 追溯洪山无影塔历史 ["No Shadow But With History": (play on the name of the pagoda and the Chinese phrase 无影无踪 'Disappear without a Trace') Tracing the History of the Hongshan Wuying Pagoda (Mount Hong Shadowless Pagoda)], su hb.qq.com. URL consultato il 29 novembre 2017 (archiviato dall'url originale il 1º dicembre 2017).
43. ↑  (EN) Jasper Becker, City of heavenly tranquility: Beijing in the history of China, ill., Oxford University Press, 2008,  p. 64, ISBN 978-0-19-530997-3.
44. ↑  Hamadani 1971, pp. 290-291.
45. ↑  (EN) Paul E. Chevedden, Black Camels and Blazing Bolts: The Bolt-Projecting Trebuchet in the Mamluk Army, in Mamluk Studies Review, n. 8, 2004,  pp. 232-233.
46. ↑  (EN) Stephen Turnbull, Chinese Walled Cities 221 BC-AD 1644[collegamento interrotto], ill., Osprey Publishingurl, 2009,  p. 53, ISBN 978-1-84603-381-0.
47. ↑  (EN) Michael E. Haskew [et al.], Fighting techniques of the Oriental world, AD 1200–1860: equipment, combat skills, and tactics, ill., Macmillan, 2008,  p. 190, ISBN 978-0-312-38696-2.
48. ↑  Grousset 1970, p. 283.
49. 1 2  Turnbull 2003, p. 63.
50. ↑  Lorge 2005, p. 84.
51. ↑  Turnbull 2003, p. 12.
52. ↑  Lorge 2005, pp. 84-87.
53. ↑  (EN) Tony Jaques, Dictionary of battles and sieges: a guide to 8,500 battles from antiquity through the twenty-first century, vol. 3, Greenwood Publishing Group, 2007,  p. 1115, ISBN 978-0-313-33539-6.
54. ↑  (EN) Patricia Buckley Ebrey, 9. State-Forced Relocations in China, 900-1300 The Mongols and the state of Yuan, in Patricia Buckley Ebrey e Paul Jakov Smith (a cura di), State Power in China, 900-1325, ill., University of Washington Press, 2016,  pp. 325-326, ISBN 978-0295998480.
55. ↑  (EN) Kaiqi Hua, 6. The Journey of Zhao Xian and the Exile of Royal Descendants in the Yuan Dynasty (1271 1358), in Ann Heirman, Carmen Meinert e Christoph Anderl (a cura di), Buddhist Encounters and Identities Across East Asia, Leida, BRILL, 2018,  p. 213, DOI:10.1163/9789004366152_008, ISBN 978-9004366152.
56. ↑  Hamadani 1971, p. 287.
57. ↑  (EN) Vu Hong Lien, The Mongol Navy: Kublai Khan's Invasions in Đại Việt and Champa, Working Paper, vol. 25, Singapore, Nalanda-Sriwijaya Centre, ISEAS-Yusof Ishak Institute, 2017.
58. ↑  (EN) James A. Anderson e John K. Whitmore, China's Encounters on the South and Southwest: Reforging the Fiery Frontier Over Two Millennia, rist., BRILL, 2014,  pp. 122-123, ISBN 978-9004282483.
59. ↑  (EN) Giặc Bắc đến xâm lược!: Translations and Exclamation Points, su leminhkhai.wordpress.com, 4 dicembre 2015. URL consultato il 5 aprile 2016 (archiviato dall'url originale il 6 ottobre 2016).
60. ↑  (EN) Liam Kelley | Department of History, su manoa.hawaii.edu, 14 ottobre 2014 (archiviato dall'url originale il 14 ottobre 2014).
61. 1 2 3 4  (EN) James Waterson, Defending Heaven: China's Mongol Wars, 1209–1370, Casemate Publishers, 2013, ISBN 978-1783469437.
62. ↑  (EN) Alan H. Balfour e Shiling Zheng, Shanghai, a cura di Alan H. Balfour, illustrated, Wiley-Academy, 2002,  p. 25, ISBN 0471877336.
63. ↑  (EN) John Coatsworth [et al.], Global Connections, 1. Politics, Exchange, and Social Life in World History, ill., Cambridge University Press, 2015,  p. 356, ISBN 978-1783469437.
64. ↑  Man 2013, p. 164.

### Fonti
- (MN) Монголын Нууц Товчоо (Mongolyn Nuuc Tovčoo) [Storia segreta dei Mongoli], 1240. ed.  Sergei Kozin (a cura di), Storia segreta dei Mongoli, traduzione di M. Olsùfieva, Guanda, 2021, ISBN 9788823525818.
- (AR) Rashid al-Din Hamadani, Jami' al-tawarikh, XIV secolo. ed. (EN) Rashid al-Din Hamadani, The Successors of Genghis Khan, traduzione di John Andrew Boyle, Columbia University Press, 1971.
- (ZH) Tuōtuō (a cura di), 宋史 (Sòng Shǐ) [Storia dei Song], Ventiquattro Storie, 1345.

### Studi
- (EN) Thomas Allsen, The rise of the Mongolian empire and Mongolian rule in north China, in Denis C. Twitchett, Herbert Franke e John King Fairbank (a cura di), The Cambridge History of China, 6, Alien Regimes and Border States, 710–1368, Cambridge University Press, 1994,  pp. 321-413, ISBN 978-0-521-24331-5.
- (EN) C.P. Atwood, Encyclopedia of Mongolia and the Mongol Empire, Facts on File, 2004, ISBN 978-0816046713.
- (ZH) Ren Bian, 西夏: 消逝在历史记忆中的国度》 [Xia Occidentali: il regno perduto nelle memorie storiche], Pechino, Foreign Language Press, 2005.
- (EN) Boland-Crewe Tara e David Lea (a cura di), The Territories of the People's Republic of China, Londra, Routledge, 2002, ISBN 9780203403112.
- (EN) J. Bor, Mongol hiigeed Eurasiin diplomat shashtir, II.
- (EN) Leo de Hartog, Genghis Khan: Conqueror of the World, New York City, I.B. Tauris, 2004, ISBN 1860649726.
- (EN) Ruth W. Dunnell, The Great State of White and High: Buddhism and State Formation in Eleventh-Century Xia, Honolulu, University of Hawaii Press, 1996, ISBN 0824817192.
- (EN) Ruth W. Dunnell, The Hsi Hsia, in Denis C. Twitchett, Herbert Franke e John King Fairbank (a cura di), The Cambridge History of China, 6, Alien Regimes and Border States, 710–1368, Cambridge University Press, 1994,  pp. 154-214, ISBN 978-0-521-24331-5.
- (EN) Patricia Buckley Ebrey, East Asia: A Cultural, Social, and Political History, 3ª ed., Stamford (Connecticut), Cengage Learning, 2012, ISBN 9781133606475.
- (EN) James B. Emmons, Genghis Khan, in China at War: An Encyclopedia, Santa Barbara (CA), ABC-CLIO, 2012, ISBN 9781598844153.
- (EN) William W. Fitzhugh, Morris Rossabi e William Honeychurch, Genghis Khan and the Mongol empire, Seattle, University of Washington Press, 2009, ISBN 978-9622178359.
- (EN) Rene Grousset, The Empire of the Steppes : a history of Central Asia, Rutgers University Press, 1970, ISBN 0-8135-1304-9.
- (DE) Erich Haenisch, Die Geheime Geschichte der Mongolen, Leipzig, 1948.
- (EN) Adam Hart-Davis, History: From the Dawn of Civilization to the Present Day, Londra, Dorling Kindersley, 2007, ISBN 978-1405318099.
- (DE) Walther Heissig, Die Mongolen. Ein Volk sucht seine Geschichte, Düsseldorf, 1964.
- (EN) Charles Holcombe, A History of East Asia: From the Origins of Civilization to the Twenty-First Century, Cambridge University Press, 2011, ISBN 978-0-521-51595-5.
- (EN) Henry H. Howorth, History of the Mongols, illustrazioni di E.G. Ravenstein, 2 v., Londra, Longmans, Green & Co., 1876.
- (EN) Adam T. Kessler, Song Blue and White Porcelain on the Silk Road, Leida, BRILL, 2012, ISBN 9789004218598.
- (EN) George C. Kohn, Dictionary of Wars, 3rd, New York City, Infobase Publishing, 2007, ISBN 9781438129167.
- (EN) George Lane, Daily Life in the Mongol Empire, Greenwood, 2006  [1952], ISBN 0-313-33226-6.
- (EN) George Lane, Genghis Khan and Mongol Rule, Greenwood Publishing Group, 2004, ISBN 978-0-313-32528-1.
- (EN) Brenda Lange, Genghis Khan, New York City, Infobase Publishing, 2003, ISBN 9780791072226.
- (EN) John Man, Kublai Khan, Bantam Press, 2006.
- (EN) John Man, Genghis Khan: Life, Death, and Resurrection, New York City, St. Martin's Press, 2004, ISBN 9780312366247.
- (EN) Timothy May, The Mongol Conquests in World History, Londra, Reaktion Books, 2012, ISBN 9781861899712.
- (EN) Frederick W. Mote, Imperial China: 900-1800, Cambridge, Massachusetts, Harvard University Press, 1999, ISBN 0674012127.
- (EN) Chris Peers, Soldiers of the Dragon: Chinese Armies 1500 BC-AD 1840[collegamento interrotto], Oxford, Osprey Publishing, 2006, ISBN 1846030986.
- (EN) J.J. Saunders, The History of the Mongol Conquests, Routledge, 1971, ISBN 9781032527291.
- (EN) D. Sinor, G Shimin e Y.I. Kychanov, The Uighurs, the Kyrgyz and the Tangut (Eighth to the Thirteenth Century), in M.S. Asimov e C.E. Bosworth (a cura di), Age of Achievement: A.D. 750 to the End of the Fifteenth Century, vol. 4, Parigi, UNESCO, 1998,  pp. 191-214, ISBN 9231034677.
- (EN) Tucker, Spencer C. (a cura di), A Global Chronology of Conflict: From the Ancient World to the Modern Middle East: From the Ancient World to the Modern Middle East, Santa Barbara (CA), ABC-CLIO, 2010, ISBN 978-1851096725.
- (EN) Stephen Turnbull, Genghis Khan and the Mongol Conquests 1190–1400, Osprey Publishing, 2003, ISBN 978-1-84176-523-5.
- (ZH) Tianshun Wang, 西夏战史 [Storia militare degli Xia Occidentali], Yinchuan, Ningxia People's Press, 1993.
- (EN) Jack Weatherford, Genghis Khan and the Making of the Modern World, Crown and Three Rivers Press, 2004, ISBN 0-609-80964-4.